# Tzucacab (kommun)
Tzucacab är en kommun i Mexiko.   Den ligger i delstaten Yucatán, i den östra delen av landet, 1 100 km öster om huvudstaden Mexico City. Antalet invånare är 13 564. Arean är 1 289 kvadratkilometer.
Terrängen i Tzucacab är platt.
Följande samhällen finns i Tzucacab:
- Tzucacab
- Noh-Bec
- Polhuacxil
- San Salvador Piste Akal